# Mentolat
Le Mentolat est un stratovolcan du Chili situé sur l'île Magdalena, dans la province d'Aysén, au sein de la région d'Aysén.

## Géographie
Avec ses 1 660 mètres d'altitude, le Mentolat est le point culminant de l'île Magdalena.

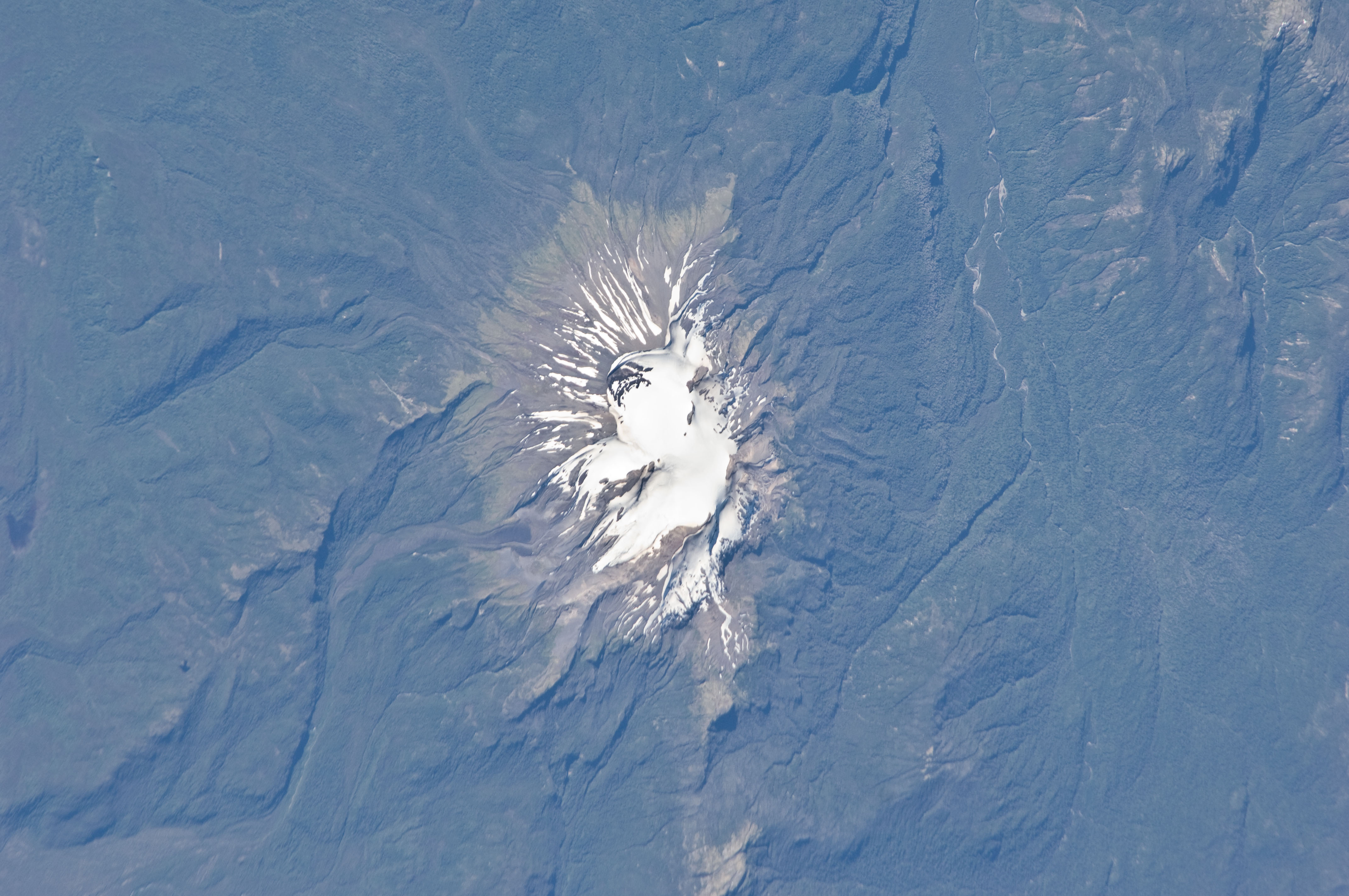
Image satellite du Mentolat.